# Конча, Екатерина Иосифовна
Екатерина Иосифовна Конча (по мужу Гончаревская; в некоторых источниках упоминается как Александровна; родилась около 1860 (более точная дата не установлена, дата смерти и места рождения и смерти неизвестны) — оперная певица (лирико-драматическое сопрано) и вокальный педагог.
Родилась в семье испанских графов Конча. Училась в закрытом католическом учебном заведении в Петербурге.
В 1876—1880 обучалась пению в Петербургской консерватории (педагоги В. М. Самусь и К. Эверарди), затем совершенствовалась в Италии у Ф. Ламперти и Ферни-Джермано.
Вернулась в Россию. В 1883—1885 — солистка петербургского императорского Мариинском театра (дебютировала в «Травиате» Дж. Верди).
Сезон 1885/86, 1887/88 — выступала в Тифлисе.
Сезон 1886/87 — в Киеве.
Сезон 1889/1890 — в Петербурге (Частная опера, Панаевский театр).
Сезон 1893/94 — в Русском оперном товарищество, Театр Кононова.
Сезон 1890/91 — антреприза В. Б. Серебрякова (в Казани и Саратове).
Пружанский А. М. пишет о певице: «Обладала ровным, сильным, сочным голосом мягкого тембра и широкого диапазона».
Пела в концертной работе п/у В. А. Зеленого, Э. Ф. Направника, Б. Плотникова и др. дирижёров.
Занималась педагогической работой. Преподавала в Екатеринославле, Казани, с 1904 в Киеве (Музыкально-драматическая школа им. Н. Лысенко).
Среди оперных партий:
- 1884 — «Евгений Онегин» П. Чайковского — Татьяна Ларина (первая исполнительница в Мариинском театре[1])
- «Руслан и Людмила» М. Глинки — Горислава
- «Русалка» А. Даргомыжского — Наташа и Ольга
- «Демон» А. Рубинштейна — Тамара
- «Вражья сила» А. Серова — Даша
- «Опричник» П. Чайковского — Наталья
- «Мазепа» П. Чайковского — Мария
- «Маккавеи» А. Рубинштейна — Клеопатра
- «Фауст» Ш. Гуно — Маргарита
- «Гугеноты» Дж. Мейербера — Валентина
- «Севильский цирюльник» Дж. Россини — Розина
- «Джоконда» А. Понкьелли — Лаура Адорно
- «Тристан и Изольда» Р. Вагнера — Брангена
- «Тангейзер» Р. Вагнера — Венера